# Лунарна мора
Лунарна мора су огромне базалтне равни на Месецу за које су рани астрономи сматрали да су водене масе, па су их називали „морима“. Касније је доказано да на Месецу нема воде, али је термин наставио да се користи. Мора могу послужити аматерским астрономима за оријентацију на Месецу.
Мора на Месецу заузимају 16,9% његове површине. Већином су кружног облика. Материјал којим је прекривено дно мора веома слабо рефлектује Сунчеву светлост и зато су привидно тамнија од остатка Месечеве површине. Дна мора су испод нивоа континената (светлијих тачака на Месецу) за у просеку 2 до 4 километра. Осим континената и мора, користе се и термини заливи, језера, мочваре, долине и реке који углавном представљају кратере и пукотине на површини. Мора се често могу запазити голим оком.

## Рељеф
Рељеф мора није раван, на њему се могу уочити набори, односно зидови мора који могу бити дугачки и преко 100 километара. У морима се често могу наћи мањи кратери. Неравномерно су распоређени по површини Месеца. На тамној страни која се са Земље не види, има их свега око 3% док на светлој страни која је окренута ка Земљи мора заузимају и до 35% површине. Могу бити округла, само делови круга или пак потпуно неправилна. Највеће кружно море је Море кише које је окружено планинама. Оне су углавном добиле име по планинама на Земљи, па се тако могу наћи Алпе, Кавказ, или Карпати. Море кризе пречника 500 километара у себи садржи више прстенова јер је материјал у мору неравномерно распоређен.

## Материјал
Материјал који испуњава мора је углавном базалт. Базалт на Месецу се разликује од оног на Земљи по свом саставу, богатији је гвожђем и мање вискозан. Најзаступљенији елементи су цилицијум (Si), гвожђе (Fe), магнезијум (Mg), калцијум (Ca), алуминијум (Al) и титанијум (Ti). Најтамнији предели имају пуно метала у себи па најслабије рефлектују светлост.